# Olivaichthys mesembrinus
Olivaichthys mesembrinus es una especie de pez Siluriformes de la familia Diplomystidae.

## Morfología
Los machos pueden llegar alcanzar los 16,8 cm de longitud total.
Número de  vértebras: 42.

## Hábitat
Es un pez de agua dulce y de clima templado.

## Distribución geográfica
Se encuentra al sur de Sudamérica:  cuencas de los ríos  Chubut y  Senguer en la Argentina.